# Nader Mohammadkhani
Nader Mohammadkhani (23 agosto 1963) è un ex calciatore iraniano, di ruolo difensore.